# Farligt venskab
Farligt venskab è un film del 1995 diretto da Jørn Faurschou e tratto dal romanzo Drengen uden krop di Thorstein Thomsen.

## Trama
Per Wahlin, medico sportivo al quale restano solo due mesi di vita, si offre di aiutare l'adolescente Jonas ad ottenere grandi muscoli e sex appeal. Ciò che in realtà l'uomo ha intenzione di fare è trasferire la propria anima nel corpo dell'adolescente.

## Riconoscimenti
- 1996 - Bodil Awards
  - Miglior attore a Ulf Pilgaard

- 1996 - Premio Robert
  - Miglior attore a Ulf Pilgaard

- 1997 - Fantasporto
  - Nomination Miglior film